# Mangora campeche
Mangora campeche Levi, 2005 è un ragno appartenente alla famiglia Araneidae.

## Etimologia
Il nome proprio della specie si riferisce al comune messicano dove sono stati reperiti gli esemplari: Campeche

## Caratteristiche
L'olotipo femminile rinvenuto ha dimensioni: cefalotorace lungo 1,7 mm, largo 1,3 mm; opistosoma lungo 2,1 mm.

## Distribuzione
La specie è stata reperita nel Messico orientale: nella Reserva de la Biosfera di Calakmul, a 32 km dal comune di Campeche, nello Stato omonimo.

## Tassonomia
Al 2014 non sono note sottospecie e dal 2005 non sono stati esaminati nuovi esemplari.